# Crowbar (circuito elettronico)
Un crowbar o circuito crowbar è un dispositivo che serve a proteggere un circuito elettronico dai danni causati da pericolose sovratensioni dovuti a guasti del suo alimentatore od a disturbi di elevata potenza. 

## Funzionamento
Il crowbar, in presenza di una sovratensione sull'alimentazione, la mette in cortocircuito.

Questo richiede che a monte di questa protezione sia previsto un dispositivo che limiti la corrente (un fusibile o dispositivo con le stesse funzioni a ripristino manuale od automatico).

Fig. 1

Nei circuiti di crowbar l'elemento che determina il cortocircuito generalmente è un tiristore (chiamato anche Scr), un triac, un trisil; più raramente un Thyratron o un circuito più complesso con funzionamento analogo.

Il circuito di crowbar si distingue dai circuiti limitatori di tensione (ad esempio un diodo Zener o un componente progettato per queste funzioni di protezione come un Transil) in quanto, una volta che è intervenuto, mantiene l'alimentazione in cortocircuito fino a quando questa non scende in prossimità dello zero. Quindi mentre un circuito limitatore di tensione lascia attiva l'alimentazione quando la sovratensione è terminata il circuito di crowbar richiede la rimozione dell'alimentazione (lo spegnimento dell'apparecchio).

## Esempi di circuiticrowbar
Nel circuito di fig. 1 si vede un semplice circuito di crowbar. La tensione nominale di funzionamento è limitata ad 8 volt in ingresso. Quando questa tensione supera i 9,1 Vdc più la tensione tra gate e catodo dell'Scr (in totale poco inferiore ai 10 Vdc) l'Scr si innesca e cortocircuita la tensione tra il suo anodo e catodo facendo saltare il fusibile F1. Il resistore R1 serve per tenere bloccato l'Scr in condizioni normali e farlo intervenire solo in presenza di una corrente di circa 1 mA nel diodo Zener. I due condensatori C1 e C2 servono per evitare interventi spuri del circuito (aspetto non trascurabile nella realizzazione effettiva del circuito). Il diodo SD1 ha solo la funzione di abbassare leggermente la tensione sul carico (da 8 Vdc in ingresso a circa 7,6 Vdc in uscita) e non ha una funzione specifica nel circuito di crowbar.

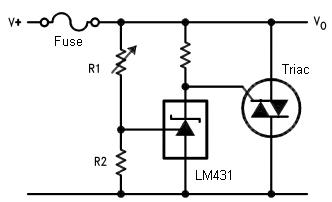
Fig. 2

Il circuito di crowbar di fig. 2 ha una struttura diversa: usa un triac come elemento cortocircuitante ed un integrato che consente una regolazione più precisa della tensione di intervento (LM431). Inoltre la presenza del resistore variabile R1 permette di regolare la tensione di intervento della protezione a seconda delle necessità. L'integrato LM431 interviene portando in conduzione il triac quando ai capi di R2 si ha una tensione di 2,5 Vdc (questo pone un limite inferiore alla minima tensione a cui il circuito può funzionare: circa 3,5 Vdc). Il triac entra in conduzione nel "terzo quadrante" facendo aprire il fusibile.

## Vantaggi del circuitocrowbar
Il vantaggio del circuito crowbar, rispetto ai circuiti che intervengono limitando la tensione al valore richiesto dal circuito alimentato a valle sta nel fatto che, quando interviene, la tensione sul dispositivo che genera il cortocircuito scende ad un valore di circa un volt. In questo modo si possono proteggere circuiti in cui sono presenti correnti elevate senza che la potenza dissipata nel crowbar sia eccessiva. Inoltre la diagnosi del guasto risulta più semplice in quanto si può verificare il suo intervento.

Se al posto del fusibile o di dispositivo elettronico simile che richiede un intervento manuale per il suo ripristino si usa un dispositivo a ripristino automatico come ad esempio un PTC) è utile inserire, in parallelo ad esso un LED con un resistore di limitazione della corrente per visualizzare l'intervento del crowbar.